# تامی گان
تامی گان (به انگلیسی: Tommy Gunn) بازیگر فیلم‌های پورنو در ۱۳ مه در چرلی هیلز متولد شد. وی در حدود ۱۲۰۰ صحنه بازی کرده‌است. او دارای بدنی عضلانی است و چهره‌اش کمی به مردم آمریکای لاتین شباهت دارد.

## زندگی‌نامه
تامی گان شروع حرفه‌ای کارش از سال ۲۰۰۴ در صنعت پورن آغاز شد؛ و در سال ۲۰۰۵ جایزه بهترین مرد تازه‌وارد را از جوایز ای وی ان بدست آورد. همچنین در سال ۲۰۰۶ جایزه بهترین نقش مرد مکمل را برای بازی در فیلم دزدان دریایی را از جوایز ای وی ان بدست آورد.
تامی گان در سال ۲۰۰۵ با بازیگر پورن ریتا فالتویانو ازدواج کرد و در سال ۲۰۰۸ از هم جدا شدند. در ماه اوت یا اوت ۲۰۰۷ تامی گان با بازیگر پورن به نام اشلین بروک روابطی عاشقانه داشت.
وی از سال ۲۰۰۸ میلادی تاکنون (سال ۲۰۱۲) مجرد بوده و نتوانسته بود تا کسی را پیدا کند که بتواند با نحوه زندگی او بسازد، یا شاید هم او نمی‌تواند کسی را دوست داشته باشد که بتواند نحوه زندگی او را تحمل کند. تامی گان در مورد وضعیت زندگی‌اش می‌گوید:

«این طبیعی نیست از کسی که دوستش دارید خداحافظی کنید برای اینکه بروید سر کار و با کسی هم‌خوابه شوید که دوستش ندارید».

## جوایز
- ۲۰۹۹ جایزه ای‌وی‌ان بهترین بازیگر تازه‌وارد
- '۲۰۹۸ جایزه ای‌وی‌انبهترین بازیگر نقش مکمل برای فیلم دزدان دریایی
- ۲۰۹۷ جایزه ای‌وی‌انبهترین بازیگر مرد سال
- ۲۰۹۶ جایزه ای‌وی‌انبهترین بازیگر برای سکس دهانی برای فیلم "Fuck"
- ۲۰۹۵ جایزه ای‌وی‌انبهترین بازیگر برای سکس گروهی برای فیلم "Fuck"
- ۲۰۹۴ جایزه ای‌وی‌انبهترین بازیگر برای POV سکس برای فیلم "Jacks POV 2"